# Antoine Rémond
Pour les articles homonymes, voir Rémond.
Antoine Jean Gustave Rémond, né le 15 janvier 1917 à San Rafael en Argentine et mort le 5 juillet 1998 à Paris, est un chercheur, neurologue et électrophysiologiste clinicien français. Il a travaillé notamment au service du CNRS et de la NASA et a enseigné l'électroencéphalographie à l’hôpital de la Salpêtrière. Il est considéré comme l'un des fondateurs des neurosciences cognitives et un pionnier de l'informatique médicale.

## Biographie
Au cours de sa jeunesse, Antoine Rémond qui est passionné de sciences se prend d'intérêt pour la médecine et vient l'étudier à Paris en 1936. Il travaille dans le service de son oncle Alphonse Baudouin (1876-1957), et dans celui du neuranatomiste André Hovelacque à l'hôtel-Dieu. En 1939, il réalise des électroencéphalogrammes selon la méthode décrite par Hans Berger rencontré quelques années auparavant. Il passe les années de guerre dans le laboratoire secret d'Hermann Fischgold (1899-1982) à l'hôpital Sainte-Anne. Leurs chemins se sépareront avec la fuite des époux Fischgold en zone libre avant de se recroiser, lorsque Fischgold est nommé chef du service d'électroencéphalographie et de neuroradiologie de la Pitié-Salpêtrière en 1956.
Au sortir de la Guerre, Rémond resté dans le service de Baudouin, soutient sa thèse de doctorat en médecine, intitulée Introduction à l'électroencéphalographie clinique (1945).
En 1947, il participe au congrès fondateur de la Société internationale de neurophysiologie clinique (IFCN) à Londres.
En 1948 il est l'un des fondateurs de la Société d'électroencéphalographie de langue française dont il est le premier secrétaire (poste qu'il occupera jusqu'en 1962)et crée pour le CNRS, le Laboratoire d'Électroencéphalographie et de Neurophysiologie Appliquée (LENA) à l'Hôpital de la Salpêtrière qui s'adosse au tout nouveau service d'électromyographie fondé par Jean Scherrer avec les encouragements du neurologue et physiologiste Théophile Alajouanine, nouvellement responsable de la clinique des maladies du système nerveux. Le LENA est resté longtemps à l'avant-garde de l'imagerie cérébrale fonctionnelle, avant de fusionner, en 2010, dans l'Institut du cerveau et de la moelle épinière.
En 1952, Rémond présente un appareil d'analyse des ondes cérébrales et étudie les potentiels évoqués humains. En 1959, il travaille à la topographie des zones du cerveau en utilisant un ordinateur, approche très novatrice à une époque où l'outil numérique est absent des laboratoires de biologie et de médecine. En 1960 la NASA le recrute pour qu'il définisse certains critères de sélections de astronautes, notamment pour le programme Apollo. À partir des années 1970 il s'intéresse au biofeedback.
En parallèle, dans les années 1957-1958, dans son cabinet privé, il développe des méthodes de stéréotaxie pour la neurochirurgie lésionnelle et de stimulation profonde pour les patients parkinsoniens.
Il a été président de la Fédération Internationale d’électroencéphalographie et de Neurophysiologie Clinique (1965-1973). Il a fondé  le GAIN (Groupement pour les Applications de l’Informatique à la Neurophysiologie), l'AIM. (Association d’informatique médicale) et l’Association pour l’Enseignement du Biofeedback Thérapeutique (BFKT). Il a publié environ 500 articles et livres scientifiques principalement en langue anglaise.
Dans les années 1990, il étudie les principes et applications du biofeedback thérapeutique ou rétroaction biologique pour la régulation du poids corporel. Il met en place le Biofeedback Pondéral rebaptisé par la suite Méthode Cohérence BioPensum. Cette approche globale qui se base sur les mesures internes et externes du corps, les neurosciences et la plasticité neuronale pour l'atteinte et le maintien dans la durée d'un poids de forme. 

## Publications
- Antoine Rémond et Jean-Claude Vouakouanitou, Conscience du comportement et biofeedback pondéral, éditions IHS, 1999  (ISBN 2-9512182-1-4)
- Anne et Antoine Rémond, Biofeedback, principes et applications, Masson, 1994.  (ISBN 2-225-84403-8)